# オンリー・ワン (テレビ制作会社)
株式会社オンリー・ワンは、2006年12月に創立したテレビ番組制作会社。

## 沿革
- 2006年12月　元ニッポンクリエイティブビジョン（ncv）のプロデューサー・神尾育代とディレクター・鈴木守が共同代表としてスタッフ集団を創立した。
- 2021年 5月　 鈴木守が退社しフリーランスとなる

## オンリーワン 所属スタッフ

### プロデューサー
- 神尾育代（社長）

## 制作番組

### 現在
レギュラー番組
単発・特番
- 1周回って知らない話（日本テレビ）

### 過去の制作番組
レギュラー番組
・上田晋也の日本メダル話（日本テレビ）
- 世界まる見え!テレビ特捜部（日本テレビ）
- 1周回って知らない話（日本テレビ）
- 人生が変わる1分間の深イイ話（日本テレビ）
- 太田光の私が総理大臣になったら…秘書田中。（日本テレビ）
- SUPER SURPRISE・金曜日（日本テレビ）
- 女神のマルシェ（日本テレビ）
- わんニャン倶楽部（BS日テレ）
- 天才!志村どうぶつ園（日本テレビ）
- AKB48 旅少女（日本テレビ）
- Hakata百貨店3号館（日本テレビ）
- THEカラオケ★バトル（テレビ東京）
- 大人のバナナ（テレビ朝日）
- AKBINGO!（日本テレビ）
- 宝探しアドベンチャー 謎解きバトルTORE!（日本テレビ）
- 世間に飛び出せ!! バナナ藩（テレビ朝日）
- くりぃむしちゅーのたりらリでイキます!!（日本テレビ）
- ウタワラ（日本テレビ）
- 週刊オリラジ経済白書（日本テレビ）
- 今田ハウジング（日本テレビ）
- カートゥンKAT-TUN（日本テレビ）
- おネエ★MANS（日本テレビ）
- 3人協力クイズ!シャムロック（日本テレビ）

- 評決クダル!
- 爆笑ルポルタージュ!
- サカスさん（TBS）
- 密室謎解きバラエティー 脱出ゲームDERO!（日本テレビ）
- 極脳（日本テレビ）
- 世界の日本人妻は見た!（毎日放送）
- シルシルミシルさんデー（テレビ朝日）
- キスマイ魔ジック（テレビ朝日）

単発・特番
- 24時間テレビ 「愛は地球を救う」（日本テレビ）
- 全国高等学校クイズ選手権（日本テレビ）
- 志村&所の戦うお正月（テレビ朝日）
- 大笑点（日本テレビ）
- サタデーバリューフィーバー（日本テレビ）
  - 60億台のホームビデオ
  - ヒミツ語解明バラエティ ジャーゴンの秘密辞典
  - 試験に絶対出ない!芸能界の公式
  - 新型宝探し!9つの画の謎（日本テレビ）
  - ワン泊ピース（日本テレビ）
- モクスペ（日本テレビ）
  - 今夜は芸人が超本気!最強デュエット歌合戦I〜IV
  - 絶対知っておきたい10人
  - 満点パパちゃんズ
  - 爆笑問題の評決クダル!
- 独占!女だらけの60分 レディGO!（テレビ朝日）
- 爆笑スタイルチェンジ（日本テレビ）
- ガンダム特番（毎日放送）
- KAT-TUNの先輩教えて下さい!大人のオキテ100ア〜ンドくりぃむ3（日本テレビ）
- 驚きの嵐!世紀の実験 学者も予測不可能SP  祝10周年!!今夜嵐を巻き起こせ…驚きの嵐 世紀の大実験!!学者も予測不可能SP&奇跡呼ぶ実験的生ライブ!!（日本テレビ）
- 太田光のもう一度総理大臣になりたい…秘書田中。（日本テレビ）
- 爆笑問題のドッキリ パニックフェイス王4,5（TBS）
- 金曜スーパープライム（日本テレビ）
  - 最高脳
- 大人の趣味と生活向上◆アクトオンTV〜賢くお金を育てる〜（J:COM、スカパー、WEB動画）
- マイノリティ・リポート（日本テレビ）
- 修理屋工房（フジテレビ）
- 飛び出せ!ワールドモニター（テレビ朝日）
- ブログ刑事（毎日放送）
- じょしばん（テレビ朝日）
- うれし恥かし恋のご対面（日本テレビ）
- 3人協力クイズ!シャムロック（日本テレビ）
- 専門家100人の出した答え（日本テレビ）